# Amalfi Airport
Amalfi Airport är en flygplats i Colombia.   Den ligger i departementet Antioquía, i den nordvästra delen av landet, 280 km norr om huvudstaden Bogotá. Amalfi Airport ligger 1 690 meter över havet.
Terrängen runt Amalfi Airport är kuperad åt sydost, men åt nordväst är den bergig. Runt Amalfi Airport är det glesbefolkat, med 18 invånare per kvadratkilometer. Närmaste större samhälle är Amalfi, 1,4 km sydväst om Amalfi Airport. I omgivningarna runt Amalfi Airport växer i huvudsak städsegrön lövskog.